# Kürdistan Teali Cemiyeti
Il Kürdistan Teali Cemiyeti (in curdo Cemîyeta Tealîya Kurdistanê‎, Associazione per lo sviluppo del Kurdistan) conosciuta anche come SAK, fu una società segreta fondata a Costantinopoli il 6 novembre 1917 e ufficialmente annunciata come organizzazione costituita il 17 dicembre 1918. Aveva sede a Istanbul, con l'obiettivo di creare uno stato curdo indipendente nella Turchia orientale. La Società basava le sue dichiarazioni per un Kurdistan indipendente o autonomo sul Trattato di Sèvres e sui Quattordici punti stipulati da Woodrow Wilson. La società formò molte dipendenze locali nelle province orientali della Turchia.

## Guida
La guida della società era quasi identica a quella del suo predecessore un decennio prima, includendo sia Abdulkadir Ubeydullah che Emin-Ali, insieme a Serif Pasa, che si trovava in esilio, il cui rappresentante era suo fratello Fuad Pasa.
La struttura gerarchica della società era la seguente:

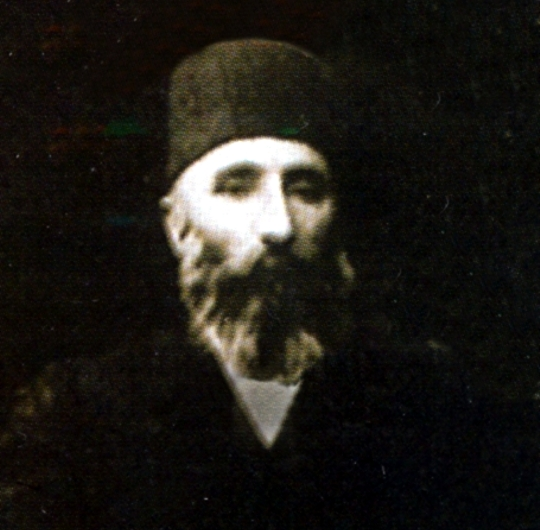
Vicepresidente della società Emin-Ali

Presidente: Abdulkadir Ubeydullah
Vicepresidente: Emin-Ali
Vicepresidente: Fuad Pasha
Segretario Generale: Hamdi Pasha
Tesoriere: Abdullah Effendi

## Storia
Nel gennaio 1919 la società delineò in una lettera i suoi obiettivi al governo britannico attraverso il loro Alto Commissario a Costantinopoli Sir Somerset Gough-Calthorpe. La lettera consisteva in quattro punti principali:
1. Un'area territoriale determinata e geograficamente definita da assegnare ai curdi.
2. I curdi sarebbero grati di godere degli stessi privilegi e di ricevere dalle potenze alleate dell'Intesa lo stesso trattamento concesso ad arabi, armeni, caldei, assiri e altre piccole nazionalità senza distinzione di etnia e religione.
3. I curdi avrebbero dovuto ricevere la concessione per l'autogoverno.
4. I curdi chiedevano in particolare al governo britannico di impegnarsi gentilmente nella tutela dei loro diritti e interessi, e di aiutarli nel loro cammino verso la civiltà e il progresso.
Nel giugno 1919, durante la sua conferenza annuale, la società votò per porre i Quattordici punti wilsoniani al centro del suo programma politico e avvertì che se i curdi avessero fallito nel garantire i loro diritti nazionali, sarebbero rimasti oppressi e privati di diritti, e rimasti forse imprigionati per secoli. La conferenza dichiarò anche che i curdi avevano il diritto di scegliere la propria forma di amministrazione nella loro patria e che era appropriato per loro lavorare per ottenere i loro diritti nazionali, come facevano altre nazioni e comunità vicine.
La società in una riunione nella sede di Costantinopoli approvò all'unanimità una proposta dei suoi membri che Serif Pasa sarebbe stato nominato unico rappresentante della nazione curda alla Conferenza di pace di Parigi nel 1919.
Una delegazione della SAK rappresentò i curdi alla Conferenza di pace di Parigi, dove chiese i diritti politici dei curdi. Tre mesi dopo la firma del Trattato di Sèvres, la società sostenne i capi della tribù di Koçkiri (aleviti - curdi) che era nota nell'area di Dersim nell'Anatolia orientale. È documentato che la ribellione fu sostenuta dagli inglesi per combattere il nazionalismo turco. Durante la guerra d'indipendenza turca gli ex membri dell'organizzazione tentarono una rivolta che divenne nota come ribellione di Koçgiri e furono incoraggiati dal maggiore britannico Edward William Charles Noel, nel 1921, ma furono sconfitti dall'esercito turco nel giro di tre mesi il 17 giugno 1921.
La società mirava inoltre a promuovere la lingua e la cultura curda. Negli statuti delle società, era menzionato che il loro scopo era quello di sostenere il benessere dei curdi. La società pubblicò un settimanale chiamato Jîn (Vita) nel 1918/1919. Jîn era pubblicato in turco ottomano e curdo (nei dialetti kurmanci e sorani). Importanti fondatori e primi membri della SAK furono Abdulkadir Ubeydullah e Sayyid Abdullah (discendenti delli sceicco Ubeydullah), Emin Ali Bedir Khan, Kamuran Bedir Khan e Mehmet Ali Bedir Khan (discendenti di Bedir Khan Beg ) e il Dr. Mehmet Şükrü Sekban tra gli altri. Abdulkadir fu membro del parlamento ottomano dal 1910 e mantenne la sua posizione nella politica ottomana anche dopo l'istituzione della SAK di cui fu il primo presidente. Nel 1919 fu istituito un ramo femminile della SAK. Tuttavia, le controversie tra Sayyid Abdulkadir, che era un sostenitore dell'autonomia all'interno di un futuro stato turco, e Bedir Khan, che era a favore dell'indipendenza curda, aumentarono e alla fine l'organizzazione fu sciolta. Nel 1920, Bedir Khan istituì il Kürt Teşkilat-i İçtimaiye Cemiyeti (Società per l'Organizzazione Sociale Curda).
In seguito alla rivolta, la SAK venne bandita dall'Assemblea nazionale turca. Gli ex leader della SAK, in particolare il suo presidente Sayyid Abdulkadir, suo figlio Sayyid Mehmed, il dottor Fuad Berxo e il giornalista Hizanizâde Kemal Fevzi furono giustiziati il 27 maggio 1925 in seguito alla loro accusa da parte del Tribunale dell'Indipendenza a Diyarbakır per il presunto sostegno alla ribellione dello sceicco Said. Uno dei suoi leader, Mikdad Midhat Bedir Khan, fu l'editore del primo quotidiano curdo Kurdistan al Cairo.

## Membri
Altri importanti membri della società ammontavano in totale a 176, inclusi Mevlanzade Rifat Bey, Mustafa Yamulki.
L'appartenenza alla società non era limitata ai curdi. John Duncan (ufficiale dell'esercito britannico) ha osservato che gli statuti della società rilevavano che "per essere ammessi, i potenziali membri dovevano fornire una raccomandazione da uno dei membri stabiliti".